# Adelastes hylonomos
Adelastes hylonomos es una especie de anfibio anuro de la familia Microhylidae y única representante del género Adelastes.

## Distribución geográfica
Es endémica del Amazonas (sur de Venezuela y norte de Brasil).

## Estado de conservación
Se encuentra amenazada por la pérdida de su hábitat natural.